# 安井秀勝
安井 秀勝（やすい ひでかつ、生没年不詳）は、安土桃山時代から江戸時代初期にかけての武士。通称は郷左衛門尉。室は大久保氏の娘。
三河国に生まれ、のちに岡崎の徳川家康に仕え遠江国中泉に300石を賜る。のちに徳川頼宣につけられた。子の重勝は、徳川秀忠に仕えた。